# Булгарограсо
Булгарограсо (на итал.: Bulgarograsso) е град и община с 3283 жители (2004). Намира се в провинция Комо, регион Ломбардия, Италия.

## География
Намира се в подножието на Алпите, на около 35 км северозападно от Милано и на около 10 км югозападно от Комо.
Съседни общини са: Апиано Джентиле, Вила Гуардия, Касина Рицарди, Гуанцате, Лурате Качивио.
Наименованието на жителите му за околните е: булгарези.

## История
Според Винченцо Дамико - Булгарограсо е наследник на едно от многобройните поселения на Алцековите прабългари в Северна Италия и по-специално Ломбардия.

## Спорт
Футболният клуб на града се казва ФК Булгаро 1996.